# Rudolf Thommen
Rudolf Thommen (Pettau, 2 maart 1860 - Bazel, 14 oktober 1950) was een Zwitsers historicus en hoogleraar aan de Universiteit van Bazel.  

## Biografie
Rudolf Thommen was een zoon van spoorwegingenieur Achilles Thommen. In 1891 trouwde hij met Adèle Louise Thommen. Na zijn studies geschiedenis in Innsbruck en Wenen behaalde hij in 1883 een doctoraat in Wenen en in 1889 een habilitatie in Bazel. Hij was vanaf 1897 buitengewoon hoogleraar en vervolgens van 1915 tot 1931 gewoon hoogleraar Zwitserse geschiedenis en geschiedkundige hulpwetenschappen aan de Universiteit van Bazel. Nadat hij de hulpwetenschappen aan de Bazelse universiteit had ingevoerd, legde hij zich vooral toe op de paleografie, de diplomatiek en de chronologie. Hij legde in zijn onderwijs vooral de nadruk op bronnenonderzoek. Samen met de kantonnale archivaris Rudolf Wackernagel was hij editor van het Urkundenbuch der Stadt Basel (1890-1910). 

## Werken
- (de)  Urkunden zur Schweizergeschichte aus österreichischen Archiven, 1899-1936.
- (de)  Urkundenbuch der Stadt Basel, (1890-1910; als editor, samen met Rudolf Wackernagel).
- (de)  Die Univ. Basel in den Jahren 1884-1913, 1914.

- Base de données des élites suisses: 76500
- Catàleg d'autoritats de noms i títols de Catalunya: 981058523374606706
- Gemeinsame Normdatei: 117350575
- Historisch woordenboek van Zwitserland: 027117
- International Standard Name Identifier: 0000 0000 0276 1541
- Library of Congress Control Number: no2012114174
- Nationale Bibliotheek van Tsjechië: jo2012686417
- Nederlandse Thesaurus van Auteursnamen: 071778195
- Système universitaire de documentation: 079572995
- Virtual International Authority File: 76691078
- WorldCat: E39PBJwD6G8Dgw7dh7cmryxkXd